# Comarca agrícola de Las Vegas (Madrid)
La Comarca agrícola Las Vegas de Comunidad de Madrid en España, corresponde a la zona sudeste de la comunidad autónoma, está formada por 21 municipios, con un total de 1308,03 kilómetros cuadrados, que en el año 2006 contaba con una población de 124.957 habitantes, lo que supone una densidad media de población de 95,5 habitantes por kilómetro cuadrado.

## Municipios de la comarca
Ambite, Aranjuez, Belmonte de Tajo, Brea de Tajo, Carabaña, Ciempozuelos, Colmenar de Oreja, Chinchón, Estremera, Fuentidueña de Tajo, Morata de Tajuña, Orusco de Tajuña, Perales de Tajuña, San Martín de la Vega, Tielmes, Titulcia, Valdaracete, Valdelaguna, Villaconejos, Villamanrique de Tajo y Villarejo de Salvanés.